# Erwin Barth (Polizeipräsident)
Erwin Barth (geboren  2. Januar 1884 in Culitzsch; gestorben 16. Mai 1959 in Hannover) war ein deutscher Journalist und Polizeipräsident von Altona und Hannover.

## Leben
Erwin Barth war Mitglied der Sozialdemokratischen Partei Deutschlands. Von 1906 bis 1910 arbeitete er als Redakteur der Fränkischen Tagespost in Nürnberg.
Dann wechselte er in die Redaktion des Sächsischen Volksblatts in Zwickau, wo er von 1910 bis 1914 arbeitete.  Ab 1915 leistete er Kriegsdienst.
Von 1918 bis 1920 gehörte Erwin Barth der Redaktion des Vorwärts an.
1919 war Barth Mitglied des Vollzugsrates des Groß-Berliner Arbeiter- und Soldatenrates. 1920 wurde er Referent in der Reichszentrale für Heimatdienst.
1924 wurde Barth Vorsitzender des Vereins der Arbeiterpresse. Er war ein persönlicher Freund des hannoverschen Oberpräsidenten Gustav Noske.
1926 wurde Erwin Barth zunächst kommissarisch und 1927 endgültig zum Polizeipräsidenten von Altona ernannt.
Ab dem 1. April 1928 wirkte Barth als Polizeipräsident in Hannover. Während des Preußenschlages wurde er am 15. Februar 1932 sofort in den einstweiligen Ruhestand versetzt.
Gegen Ende des Zweiten Weltkrieges, einen Tag nach der Besetzung Hannovers durch die Alliierten, zählte Erwin Barth zu einer Gruppe von Sozialdemokraten, die sich der britischen Militärregierung „für die Aufrechterhaltung und Reorganisation des öffentlichen Lebens zur Verfügung stellte“. So wirkte er vom 11. April 1945, offiziell ab dem 1. August 1945, noch einmal als Polizeidirektor, bis er am 31. Oktober 1945 von der Public-Safety-Branch der britischen Militärregierung in den Ruhestand versetzt wurde.